# Cyclopinopsis brasiliensis
Cyclopinopsis brasiliensis – gatunek widłonoga z rodziny Cyclopinidae. Nazwa naukowa tego gatunku skorupiaków została opublikowana w 1955 roku przez biologa Hansa-Volkmara Herbsta.